# Karimama
Karimama es una ciudad, distrito y municipio en el departamento de Alibori, noreste de Benín. El municipio cubre un área de 6.102 km² y, en 2013, tenía una población de 66.675 personas. La ciudad está situada en la frontera con Níger.

## Geografía
La comuna de Karimama se encuentra a 778 kilómetros de Cotonú y bordea el río Níger. Se limita al norte y al este con Níger, al sur con Malanville y al oeste con Banikoara.

## Divisiones administrativas
Karimama se subdivide en 5 distritos: Karimama, Birni-Lafia, Bogo-Bogo, Kompa y Monsey. Contienen 16 aldeas y 2 distritos urbanos.

## Economía
La mayor parte de la población se dedica a las actividades agrícolas, seguido por el comercio, el transporte y la artesanía. Los principales cultivos son maíz, algodón, sorgo, caupí, maní, okra, yuca, cebolla, patatas y arroz.